# Starokulatkinskij rajon
Lo Starokulatkinskij rajon (in russo Старокулаткинский район?) è un rajon dell'Oblast' di Ul'janovsk, nella Russia europea; il suo capoluogo è Staraja Kulatka.